# Zack Steffen
Zackary Thomas "Zack" Steffen (Coatesville, 2 de abril  de 1995) é um futebolista estadunidense que atua como goleiro. Atualmente defende o Colorado Rapids e a Seleção Norte-Americana.

## Carreira em clubes
Depois de jogar por West Chester United, FC DELCO e Philadelphia Union, Steffen ainda passou pelo futebol universitário entre 2013 e 2014, atuando pelo Maryland Terrapins.
Em 2014, assinou com o Freiburg, sendo inscrito para a equipe B, mas não atuou. Seu primeiro jogo como profissional foi em agosto de 2015, contra o Saarbrücken. Foram 14 jogos pela Regionalliga Südwest, não evitando o rebaixamento para a Oberliga, porém especulava-se que Steffen viraria terceiro goleiro da equipe principal do Freiburg, ficando atrás de Alexander Schwolow e Patric Klandt. Ele optou em voltar aos Estados Unidos em 2016 para defender o Columbus Crew, e chegou a ser relacionado uma vez para o banco de reservas antes de ser emprestado ao Pittsburgh Riverhounds, onde atuou 9 vezes.
Reintegrado ao elenco principal do Crew em 2017, foi escolhido para ser o novo goleiro titular da equipe, fazendo sua estreia no empate por 1 a 1 com o Chicago Fire. Nas oitavas-de-final dos playoffs da MLS Cup, contra o Atlanta United (que Steffen classificou como "o jogo de sua vida"), fez 8 defesas nos 120 minutos (tempo normal e prorrogação) e defendeu 2 cobranças na disputa de pênaltis, que terminou com vitória do Columbus Crew por 3 a 1. Após 84 jogos oficiais, o goleiro foi contratado em julho de 2019 pelo Manchester City, e o Crew anunciou que esta foi "a maior venda da história do clube" e com o maior valor recebido por um atleta de sua posição na história da Major League Soccer. No mesmo mês, os Citizens emprestaram Steffen ao Fortuna Düsseldorf, e o diretor esportivo da equipe, o também ex-goleiro Lutz Pfannenstiel, classificou o americano como "um exemplo perfeito de goleiro moderno" enquando discutia a hipótese de contratá-lo para o Hoffenheim, enquanto trabalhava como olheiro. Na primeira metade, suas atuações foram descritas como "excelentes", mas uma lesão no tendão patelar o afastou dos gramados durante a pausa de inverno e a paralisação do campeonato em decorrência da pandemia de COVID-19. Enquanto tentava recuperar a forma física e voltar ao gol do Fortuna, sofreu outra lesão no joelho que o tirou novamente dos gramados. Steffen foi o segundo goleiro com o maior índice de defesas na temporada, mas a equipe terminaria rebaixada para a Segunda Divisão, inviabilizando as chances de renovação do empréstimo, praticamente dada como certa.
Com a saída do chileno Claudio Bravo após o final de seu contrato, Steffen foi reintegrado ao City como reserva imediato de Ederson. Após figurar no banco de reservas pela primeira vez como jogador dos Citizens na primeira rodada da Premier League de 2020–21, contra o Wolverhampton Wanderers, o goleiro estrearia pelo clube frente ao Bournemouth, pela Copa da Liga Inglesa, que terminou com vitória do City por 2 a 1. Ele ainda jogaria pela primeira vez na Liga dos Campeões da UEFA em dezembro de 2020, na última rodada da fase de grupos, e garantiu a meta invicta na vitória por 3 a 0 sobre o Olympique de Marseille.
Steffen voltaria a defender o gol do Manchester City em janeiro de 2021, novamente substituindo Ederson (diagnosticado com COVID-19) na partida contra o Chelsea, que terminaria derrotado por 3 a 1. Jogaria outras duas partidas na temporada (em ambas, não levou gols), contra Birmingham City (pela Copa da Inglaterra) e Tottenham Hotspur, pela final da Copa da Liga. Com os títulos da Premier League e da Copa da Liga, Steffen foi o quinto norte-americano a conquistar as duas competições. Ele renovou seu contrato até 2025 e entrou 9 vezes em campo na temporada 2021–22.
Em julho de 2022, foi anunciado que Steffen atuaria por empréstimo no Middlesbrough até o final da temporada. Pelo Boro, foram 45 partidas oficiais disputadas.
Sem espaço no City após a contratação de Stefan Ortega para ser o novo reserva imediato de Ederson, Steffen regressou aos Estados Unidos em janeiro de 2024 para defender o Colorado Rapids, assinando um contrato de 3 anos e opção de renovação por mais um.

## Carreira internacional
Steffen jogou pelas seleções de base dos Estados Unidos entre 2012 e 2015, sendo convocado pela primeira vez ao time principal em 2016. A estreia do goleiro pelos Stars and Stripes foi contra a Bósnia, em janeiro de 2018. No empate por 1 a 1 com a França, em junho do mesmo ano, se destacou ao fazer duas defesas consecutivas em finalizações de Nabil Fekir e Ousmane Dembélé.
Foi convocado para a Copa Ouro da CONCACAF de 2019, atuando em 5 partidas e terminando com o vice-campeonato, vencendo a Liga das Nações da CONCACAF de 2019–20, seu primeiro título em nível internacional.[carece de fontes?]

## Títulos
Manchester City
- Premier League: 2020–21, 2021–22[37]
- Copa da Liga Inglesa: 2020–21[38]

Seleção Estadunidense
- Liga dos Campeões da CONCACAF: 2019–20[39]

### Individuais
- Defensor do ano do Columbus Crew: 2017[40]
- Goleiro do ano da MLS: 2018[carece de fontes?]
- Melhor onze da MLS: 2018[41]
- MLS All-Star: 2018[42]